# شهرستان دان ماکام تیا
شهرستان دان ماکام تیا (به تایلندی: ด่านมะขามเตี้ย) واقع در استان کانتچانابوری تایلند است.این شهرستان دارای ۴ شهر و  ۳۹ روستا است.
| شماره. | نام           | تایلندی     | تعداد روستا |  |
| ------ | ------------- | ----------- | ----------- |  |
| ۱.     | دان ماکام تیا | ด่านมะขามเตี้ย | ۱۲          |  |
| ۲.     | کلوندو        | กลอนโด      | ۱۱          |  |
| ۳.     | چوراکه فوآک   | จรเข้เผือก    | ۱۰          |  |
| ۴.     | نونگ فآی      | หนองไผ่      | ۶           |  |